# New Guelderland
New Guelderland (Afrikaans: Nieu-Guelderland) is een klein dorp aan de kust van de provincie Kwazulu-Natal in Zuid-Afrika.

## Geschiedenis
Het dorp is in 1859 door Theodorus Colenbrander gesticht. Hij was zelf geboren in Doesburg in de Nederlandse provincie Gelderland en noemde de nieuwe kolonie dan ook Nieuw Gelderland.
In totaal kwamen zo'n 80 Nederlandse immigranten over om zich in de landbouwkolonie te vestigen. De aangekomen immigranten werden tijdelijk in een groot gebouw naast een suikermolen gehuisvest.
De Nederlander W.K. Ente schreef in 1862 een boekje over de nieuw kolonie, genaamd Natal en Nieuw-Gelderland en de vooruitzigten der kolonisatie aldaar.
De kolonie kwijnde vanaf 1910 weg vanwege de groei van het nabijgelegen Stanger (het huidige KwaDukuza).